# Ісін

Ісін на карті Вавилонії часів Хаммурапі

Ісін — стародавнє місто в центральній частині Нижнього Межиріччя. Після падіння імперії III династії Ура царі I династії Ісін правили цим містом більше двохсот років (з 2017 по 1794 до н. е.).
Під час правління узурпатора Ішбі-Ерри (2017-1985 до н. е.) і його наступників влада Ісін поширилася в напрямку Ніппура, Дильмуна, Еламу, Уру і Дера.
При Ішме-Дагані (1953-1935 до н. е.) І Ліпіт- Іштарі (1934-1924 до н. е.) було істотно реформовано законодавство Ісін.
Після 1924 до н. е. Ісін почав втрачати вплив, поступаючись домінуванням у регіоні царям Ларси. Правитель Ларси Рім-Сін завоював Ісін на двадцять дев'ятому році свого правління, за два роки до початку правління Хамурапі в Вавилоні.
Під час війни в Іраку останки Ісіна були розграбовані і практично стерті з лиця землі внаслідок зусиль банди з близько трьохсот грабіжників — мисливців за старовиною.